# Кэссиди, Брюс
Брюс Джеймс Кэссиди  (родился 20 мая 1965 года в Онтарио, Канада) — канадский хоккеист и хоккейный тренер, главный тренер клуба НХЛ «Вегас Голден Найтс». В качестве главного тренера Кэссиди выиграл Кубок Стэнли с «Голден Найтс» в 2023 году.

## Биография

### Игровая карьера
На драфте НХЛ 1983 года был выбран в 1-м раунде под общим 18-м номером клубом «Чикаго Блэкхокс». В течение трёх сезонов он играл за «Оттаву Сиксти Севенс» и клуб НХЛ «Чикаго Блэкхокс», за который суммарно сыграл 36 игр. 
Кэссиди в основном играл за клубы Американской хоккейной лиги и Международной хоккейной лиги. В 1990 году уехал в Европу, где играл в Италии за «Аллеге» (1990—1993), в Швейцарии за «Биль» и в Германии за «Кауфбойрен». Завершил карьеру в США в клубе «Индианаполис Айс».

### Тренерская карьера
Начинал тренировать такие клубы как «Джексонвилл Лизард Кингз», «Индианаполис Айс» и «Трентон Титанс». 
Был известен по работе с такими клубами НХЛ, как «Вашингтон Кэпиталз» (2002—2004) и «Чикаго Блэкхокс» (2004—2006). 
С 2008 по 2016 год работал главным тренером клуба «Провиденс Брюинз».
24 мая 2016 года присоединился к «Бостон Брюинз» как помощник главного тренера Клода Жюльена. 7 февраля 2017 года после увольнения Жюльена он был назначен временным главным тренером. 26 апреля того же года он был утверждён главным тренером «Брюинз».
В сезоне 2018/19 «Брюинз» под руководством Кэссиди пробились в финал Кубка Стэнли, где уступили «Сент-Луис Блюз» в серии со счётом 4-3. Успешное выступление «Брюинз» в том сезоне позволило продлить Кэссиди контракт с командой, который он подписал 11 сентября 2019 года. 
В сезоне 2019/20, который был укорочен из-за пандемии COVID-19, «Брюинз» как победители регулярного чемпионата НХЛ получили Президентский кубок. В том сезоне «Брюинз» в плей-офф Кубка Стэнли проиграли во втором раунде клубу «Тампа-Бэй Лайтнинг» в серии со счётом 4-1. По итогам сезона Кэссиди получил награду Джек Адамс Эворд, как лучший тренер по итогам регулярного чемпионата НХЛ.
6 июня 2022 года был освобождён с должности главного тренера «Бостона» после поражения «Брюинз» в плей-офф Кубка Стэнли от «Каролины Харрикейнз» в серии со счётом 4-3.
14 июня 2022 года Кэссиди был назначен главным тренером «Вегас Голден Найтс». В своём первом сезоне в качестве главного тренера «Голден Найтс» Кэссиди выиграл Кубок Стэнли, который стал первым в истории клуба и первым в карьере главного тренера.